# Villa Folchi
La Villa Folchi (en italien : Villino Folchi) est une petite villa éclectique située dans le Rione Ludovisi à Rome.

## Histoire
La Villa Folchi a été construite en 1896 par Giovanni Battista Giovenale (it) pour Monseigneur Enrico Folchi et abrite actuellement le siège du groupe Tosinvest. À l'intérieur, certaines pièces du rez-de-chaussée ont été peintes par des artistes tels que Giovanni Capranesi et Gioacchino Pagliei.